# Браніслав Станкович (тенісист)
Браніслав Станкович (Branislav Stankovič; нар. 30 травня 1965) — колишній чехословацький тенісист.
Найвищу одиночну позицію світового рейтингу — 86 місце досяг 28 грудня 1987, парну — 126 місце — 29 липня 1991 року.
Здобув 1 парний титул.
Найвищим досягненням на турнірах Великого шолома було 3 коло в парному розряді.

## Фінали турнірів ATP за кар'єру

### Парний розряд: 1 (1–0)
| Результат | Ранг | Дата     | Турнір                | Покриття | Партнер       | Суперники                              | Рахунок  |
| --------- | ---- | -------- | --------------------- | -------- | ------------- | -------------------------------------- | -------- |
| Перемога  | 1.   | Сер 1992 | Прага, Чехословаччина | Ґрунт    | Карел Новачек | Йонас Бйоркман Джон Айрленд (тенісист) | 7–5, 6–1 |

## Титули на челленджерах

### Одиночний розряд: (1)
| Ранг | Рік  | Турнір             | Покриття | Суперник         | Рахунок  |
| ---- | ---- | ------------------ | -------- | ---------------- | -------- |
| 1.   | 1987 | Стамбул, Туреччина | Ґрунт    | Флорін Сегирчяну | 6–2, 6–1 |

### Парний розряд: (7)
| Ранг | Рік  | Турнір              | Покриття | Партнер      | Суперники                            | Рахунок       |
| ---- | ---- | ------------------- | -------- | ------------ | ------------------------------------ | ------------- |
| 1.   | 1988 | Босонанс, Швейцарія | Тверде   | Уго Нуньєс   | Брет Гарнетт Білл Скенлон            | 6–4, 7–6      |
| 2.   | 1989 | Егер, Угорщина      | Ґрунт    | Ріхард Вогел | Георге Косак Флорін Сегирчяну        | 6–4, 3–6, 7–5 |
| 3.   | 1990 | Паріолі, Італія     | Ґрунт    | Ріхард Вогел | Нікола Бруно Стефано Пескосолідо     | 7–5, 6–3      |
| 4.   | 1990 | Пескара, Італія     | Ґрунт    | Ріхард Вогел | Массімо Сієрро Алессандро де Мінічіс | 6–3, 6–1      |
| 5.   | 1991 | Ньйон, Швейцарія    | Ґрунт    | Мартін Дамм  | Отіс Сміт Вінсент ван Ґелдерен       | 6–1, 7–6      |
| 6.   | 1993 | Любляна, Словенія   | Ґрунт    | Ріхард Вогел | Гендрік Ян Давідс Горан Прпич        | 6–4, 7–6      |
| 7.   | 1993 | Kosice, Словаччина  | Ґрунт    | Мар'ян Вайда | Алехо Манцісідор Федеріко Санчес     | 6–2, 6–1      |